# Slidepad
Treść tego artykułu może nie być zgodna z zasadami neutralnego punktu widzenia.
Dokładniejsze informacje o tym, co należy poprawić, być może znajdują się w dyskusji tego artykułu.
 Po wyeliminowaniu niedoskonałości należy usunąć szablon [[Szablon:Dopracować|]] z tego artykułu.
Slidepad – urządzenie komputerowe służące do sterowania kursorem na ekranie monitora wynalezione przez polskich inżynierów ze Szczecina. W odróżnieniu od podobnych rozwiązań, takich jak mysz komputerowa, umożliwia również sterowanie kursorem na ekranie laptopa, telefonu komórkowego, palmtopa i innych podobnych urządzeń.

## Opis działania
Slidepad ma większą dokładność wskazań kursora od myszy komputerowej z uwagi na większą rozdzielczość faktyczną. Ma także znacznie większą płynność oraz naturalność ruchu. Umożliwia przeglądanie na ekranie komórki całych stron WWW. Dużym ograniczeniem myszy komputerowej jest fakt, że położenie kursora wyznacza wektor przesunięcia jaki dokonujemy ręką - "Przyjęcie za podstawę określenia ruchu wektora przesunięcia powoduje, ze ruch kursora jest zawsze wielokątem, pomimo iż użytkownik myszy kreśli po podłożu krzywe. Efekt ten jest widoczny przy wykonywaniu szybkich ruchów myszą". W Slidepadzie natomiast wewnętrzna podkładka manipulatora posiada dokładnie takie same proporcje, jak monitor komputera. Oznacza to, że "odpowiednio oznaczony punkt na środku jej powierzchni odpowiada wierzchołkowi kursora i jest wielkości jednego piksela. Wychylenie urządzenia w dowolnym kierunku powoduje przesunięcie punktu ponad minikamerą. W wyniku tego przesunięcia, zmienia się położenie punktu względem minikamery. Obraz z kamery analizowany jest przez prosty program, który wylicza nowe współrzędne punktu. Współrzędne te odpowiadają współrzędnym kursora na ekranie, a informacja o nich wysyłana jest z urządzenia do komputera". Dzięki wysyłaniu z urządzenia wskazującego do komputera współrzędnych położenia kursora ruch kursora zawsze odpowiada ruchowi wykonanemu ręką, a dzięki temu staje się on idealnie płynny.

## Historia
Slidepad został wymyślony pod koniec lat 90. przez graczy komputerowych i początkowo miał ułatwiać zabawę na komputerze. Pierwsze prototypy zbudowane były z półokrągłego dna aluminiowej puszki po napoju. Wynalazek okazał się dla graczy lepszym manipulatorem od konwencjonalnej myszy, trackpiontów, minijoysticków czy touchpada, co skłoniło twórców do dopracowania swojego pomysłu. Prototyp urządzenia poddano wstępnym badaniom w laboratoriach Politechniki Szczecińskiej oraz Uniwersytetu Szczecińskiego. Po pierwszych testach został zaprezentowany w 2008 roku podczas międzynarodowych targów inwestycyjnych w czeskiej Pradze zorganizowanych m.in. przez firmę Microsoft, gdzie - jak podała prasa - spotkał się z zainteresowaniem firm tworzących gry komputerowe, produkujących telefony itp. Obecnie Slidepad został opatentowany w USA, Polsce i Unii Europejskiej. Doczekał się także szeregu wersji i prototypów, a producent oferuje go obecnie w czterech różnych wersjach: komórkowej, palmtopowej, laptopowej oraz stacjonarnej.